# Bruno Le Roux
Bruno Le Roux, (Gennevilliers, 1965. május 2. –) francia politikus, a Francia Szocialista Párt parlamenti csoportjának vezetője 2012 júniusa és 2016 decembere között, a francia kormány belügyminisztere 2016. december 6. és 2017. március 21.  között. Lemondott hivataláról, miután ügyészségi vizsgálat indult  kiskorú leányainak fiktív parlamenti állásokban való foglalkoztatásának vádja miatt. Lemondásakor tett rövid nyilatkozatában Le Roux az állította, hogy a lányai foglalkoztatása legális és valós volt, ugyanakkor kijelentette, hogy  lemondásával szeretné megőrizni a kormány feddhetetlen működését.
Le Roux utódául François Hollande francia államfők Matthias Fekl addigi külkereskedelmi államtitkárt nevezte ki.